# 舍维奈
舍维奈（法語：Chevinay，法語發音：[ʃəvinɛ]）是法国罗讷省的一个市镇，属于索恩河畔自由城区。

## 地理
舍维奈（45°46'13"N, 4°36'28"E）面积8.82 平方千米，位于法国奥弗涅-罗讷-阿尔卑斯大区罗讷省，该省份为法国中东部省份，北起顺时针与索恩-卢瓦尔省、安省、里昂大都会、伊泽尔省和卢瓦尔省接壤。
与舍维奈接壤的市镇（或旧市镇、城区）包括：桑贝勒、波利奥奈、萨维尼、圣皮埃尔拉帕吕、贝斯奈、库尔济约、沃涅赖。

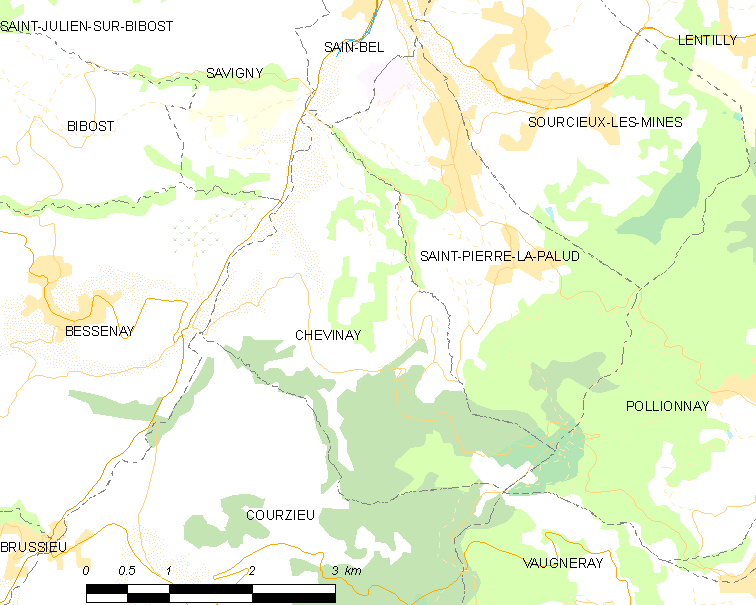
舍维奈的OSM定位图

舍维奈的时区为UTC+01:00、UTC+02:00（夏令时）。

## 行政
舍维奈的邮政编码为69210，INSEE市镇编码为69057。

## 政治
舍维奈所属的省级选区为拉尔布雷勒县。

## 人口

1962-2008年间舍维奈人口变化图示

舍维奈于2022年1月1日时的人口数量为586人。